# Дервешен
Дервешен или Дервиштани (грч. Οινούσσα, Инуса) је насељено место у општини Сер у периферији Средишња Македонија, Грчка. Према попису из 2021. године било је 497 становника.
Према бугарском географу и историчару, Василу Канчову, у Дервешену је 1900. године живело 180 Словена хришћана. Током Другог балканског и Првог светског рата село је настрадало и већи део мештана је избегао, тако је после рата остало 44 житеља. У селу није било насељавања грчких избеглица али је било досељавања претежно грчких породица из села Субашкој и Везник, тако су Грци постали већинско становништво. На попису из 1928. године Дервешен је имао 353 становника.